# Teresa Ciepły
Teresa Barbara Ciepły-Wieczorek (Brodnia, 19 ottobre 1937 – Bydgoszcz, 8 marzo 2006) è stata un'ostacolista e velocista polacca, campionessa olimpica della staffetta 4×100 metri ai Giochi di Tokyo 1964.

## Palmarès
| Anno | Manifestazione  | Sede     | Evento      | Risultato  | Prestazione | Note            |
| ---- | --------------- | -------- | ----------- | ---------- | ----------- | --------------- |
| 1960 | Giochi olimpici | Roma     | 100 m piani | Semifinale | 11"9        |                 |
| 1960 | Giochi olimpici | Roma     | 80 m hs     | Semifinale | 11"2        |                 |
| 1960 | Giochi olimpici | Roma     | 4 × 100 m   | Bronzo     | 45"0        |                 |
| 1962 | Europei         | Belgrado | 100 m piani | Bronzo     | 11"4        |                 |
| 1962 | Europei         | Belgrado | 80 m hs     | Oro        | 10"6        |                 |
| 1962 | Europei         | Belgrado | 4 × 100 m   | Oro        | 44"5        |                 |
| 1964 | Giochi olimpici | Tokyo    | 80 m hs     | Argento    | 10"5 w      |                 |
| 1964 | Giochi olimpici | Tokyo    | 4 × 100 m   | Oro        | 43"6        | Record mondiale |